# 心理學哲學
心理學哲學是研究建基於心理学基础上的哲學问题。

## 概述
心理學哲學是研究一些关于心理學的方法學和知識論的问题。例如：
- 什么方法是适合研究心理学：唯心論、行为主义还是調和兩者？
- 自我报告是否一种可靠的数据收集[1]？
- 虛無假說可以得出什么结论？
- 第一人称的体验（情绪、欲望、信念等）能否客观衡量？
- 心理学和认知神经科学中使用的科学决策实践和实验室程序是什么？ [2]

心理学哲学還會關注大脑和认知的本质哲学问题，然而，這些論題經常被认为是认知科学或心灵哲学的一部分，例如：
- 什么是心靈模塊性？
- 人是理性的動物吗？
- 怎样的心理認知可以达到称为知识的标准？
- 什么是先天？

心理学哲学还密切关注认知神经科学、进化心理学和人工智能的論題，例如质疑是否可以分别使用神经科学、进化理论和计算模型的方法来解释心理现象。尽管这些都是密切相关的领域，但唐纳德布罗德本特曾經提出把這些議題引入心理学是否合适。對於這些論題，作为信息处理系统的个体研究、心理学是否独立于大脑中发生的事情（即使心理学家基本上同意大脑在某种意义上导致行为（参见随附性））；大脑是否“固定”到足以让进化研究取得成果；以及计算模型是否除了提供认知理论的可能实现之外还能做些什么，但我們仍然對这些认知理论一無所知（Fodor & Pylyshyn 1988）。
心理学哲学是一个相當新穎的學科，因为科学心理学直到19世纪后期才开始主导心理学研究。心理学哲学关注的问题之一是评估不同心理学流派的优点。例如，认知心理学对内部心理状态的使用可以与行为主义相提并论。
心灵哲学也可以追溯到更远的時代。例如，关于心灵的本质、经验的质量以及二元论和一元论之间的争论等问题已经在哲学中讨论了许多世纪。
心理学哲学關注的還有临床心理學和精神病理学的哲学和知識論研究。精神病理学哲学主要关注价值观在精神病学中的作用，一般牽涉到哲学中的价值觀和现象学，而這些价值观都在精神卫生保健环境中改进和临床决策實踐出來。 精神病學的哲學分类隐藏了知識论的反思。它的目的是揭示心理现象描述背后的建设性活动。 

## 參看
- 心理學
- 哲學